# فرانچسکو ناوازوتی
فرانچسکو ناوازوتی (انگلیسی: Francesco Navazzotti؛ زادهٔ ۲۸ سپتامبر ۱۹۵۴) بازیکن فوتبال اهل ایتالیا است.
از باشگاه‌هایی که در آن بازی کرده‌است می‌توان به باشگاه فوتبال رجینا، باشگاه فوتبال آ.ث. میلان، و باشگاه فوتبال مونتسا اشاره کرد.